# 101 MID-compagnie
101 MID-compagnie (101 MID Cie) was een onderdeel van de Nederlandse Koninklijke Landmacht. 
Organisatorisch ressorteerde de 101 MID Cie onder het 1 (NL) Legerkorps (1LK), operationeel ressorteerde zij onder de Landmacht Inlichtingen Dienst (LAMID), een van de voorlopers van de MID (1986) en MIVD (2002).
101 MlD-Cie werd aangestuurd door de Hoofd Sectie G2 (Inlichtingen) van de staf van het 1 LK te Apeldoorn.
De vredessterkte van 101 MID Cie varieerde tijdens haar bestaan tussen de 50 en 90 man. In oorlogstijd zou dit worden uitgebreid tot ±180.
Tot de afschaffing van de dienstplicht in 1994 werden veel van de specialistische functies binnen 101 MID Cie vervuld door universitair opgeleide dienstplichtigen.
101 MID Cie was registratief ingedeeld bij het Regiment Limburgse Jagers.
De eenheid werd in 1995 hernoemd naar 101 MI Peloton.

## Geschiedenis
De compagnie kwam voort uit de School Militaire Inlichtingendienst (SMID) en werd opgericht op 1 maart 1954, tijdens de Koude Oorlog, met kapitein Jan Arie Bor als eerste commandant. Tussen maart 1954 en januari 1955 was er echter nog geen personeel aan de compagnie verbonden. 
De eenheid was het grootste gedeelte van haar bestaan gelegerd in de Van Haeften kazerne in Apeldoorn.
Op 19 oktober 2011 werd de eenheid opgeheven.

## 101 MID-Cie

### Taken 101 MID-Cie
- Vertalen van Warschaupact documenten
- Verzamelen van Warschaupact slagorde
- Staven en eenheden informeren over de organisatie en uitrusting van de Warschaupact eenheden. Het slagordeblad “Voorwaar” van 101 MID Cie werd tot op brigade-niveau verspreid via de Sectie G2 (inlichtingen) van 1 LK.
- Ondervragen van krijgsgevangenen.
  - Eerste ondervraging door ondervraagploegen van 101 MID Cie zo dicht mogelijk bij de voorste eenheden.
  - Tweede ondervraging door een door 101 MID Cie ingericht Joint Service Interrogation Unit (JSIU) in het Legerkorpsachtergebied (in samenwerking met andere krijgsmachtdelen, vandaar “joint”).[3]
- Organiseren van ondervragingsoefeningen
  - 101 MID Cie hield ondervragingsoefeningen in samenwerking met onder andere het Vliegveiligheids Oefen- en Testcentrum (VOTC) van de KLu, met de KMA, het OCOSD en de KMS, het KCT, de Praktische Opleiding tot Officier der Mariniers (POTOM) het Korps Mariniers en andere Nederlandse en buitenlandse eenheden. De oefeningen trainden het “krijgsgevangen” personeel in het ”weerstand bieden tegen krijgsgevangenenondervraging”, en de ondervragers in het ondervragen. Leerling-ondervragers van de SMID namen deel aan de twee weken durende gevechtsoefening voor gevechtseenheden “Pantserstorm” bij het KCT.

### Afdelingen 101 MID-Cie
In 101 MID Cie waren gedurende haar bestaan de volgende disciplines opgenomen: ondervragen, vertalen; slagorde; gevechtsinlichtingen; technische inlichtingen, Luchtfoto-interpretatie, terrein analyse. Enkele jaren beschikte 101 MID Cie over een Lange Afstands Verkenners (LAV) peloton.

#### Staf- en ondersteunende afdelingen
- compagniesstaf, met onder andere de compagniescommandant en zijn plaatsvervanger, de compagnies-sergeant-majoor, een administrateur en een fourier.
- redactieploeg; redactie, correctie en vermenigvuldiging van rapporten
- bewakingsploeg
- geluidsopnameploeg

#### Talenploegen
- ondervragingsploeg;  ondervraging van krijgsgevangenen en geïnterneerde burgers in hun eigen taal
- vertaalploeg; vertaling van documenten met waarde voor de gevechtsinlichtingen uit een vreemde taal
- tolkenploeg; assistentie bij onderhandelingen van commandanten en stafofficieren met geallieerde legers en burgers van een bevriend land
- documentenonderzoekploeg; analyse van buitgemaakte documenten

#### Overige operationele ploegen
- slagordeploeg (SLO); verschaffing van slagorde-gegevens betreffende de tegenstander
- technische inlichtingen en coördinatieploeg (TIC); verzamelen, verwerken en beschikbaar stellen van inlichtingen m.b.t. vijandelijke materieel, inclusief het verkrijgen van dat materieel.
- luchtfoto-interpretatie ploeg (LUFI); tot ±1972. Interpretatie van luchtfoto's met betrekking tot de opstelling van vijandelijke troepen, plaats en identificatie van wapens, verdedigingswerken en statische inrichtingen
- terreinanalyse ploeg (TAP); vanaf ±1970. Verzamelen, verwerken en beschikbaar stellen van inlichtingen m.b.t. terrein en weer. Bij het weer betreft het: de lichtgegevens, temperatuur, bewolking, neerslag, windsterkte en richting en de zichtomstandigheden. Bij de militaire aspecten van het weer wordt de invloed beschreven op: verplaatsingen, materieel en personeel, luchtoptreden, waarnemingsmogelijkheden, command & control en nbc-oorlogvoering. Bij het terrein betreft het bodemverheffing en afwatering, begroeiing, bodemgesteldheid en kunstwerken. Bij de militaire aspecten van het terrein wordt de invloed beschreven op waarnemings- en schootsvelden, vuur- en zichtdekking, hindernissen, tactisch essentieel gebied, tactisch belangrijke gebieden en naderingsmogelijkheden. Er kunnen oleaten[5] worden gevoegd die rechtstreeks op de topografische kaart kunnen worden gelegd, bijvoorbeeld hindernissenoleaten, terreinbegaanbaarheidsoleaten en hoogtezoneoleaten.
- ondersteuningsploegen ten behoeve van de secties G2/S2 (inlichtingen) van 1 LK, de divisies en de brigades.

#### Lange Afstands Verkenners (LAV)
1 LK had eind jaren ’50 behoefte aan een eenheid, die voor 1 LK verkenningen in de diepte kon uitvoeren. Hiervoor werd een speciale eenheid opgericht: de “Lange Afstand Verkenners” (LAV's), die in september 1960 bij 101 MID Cie werd ondergebracht. Per 1 juni 1964 werden de ruim 30 man van het LAV-peloton overgeplaatst naar het KCT en geplaatst in de nieuwe 101 Waarnemings- en Verkennings compagnie die anderhalve maand later op 20 augustus 1964 werd hernoemd tot 104 Waarnemings- en Verkennings compagnie (KCT Korpsorder No. 326).

#### LKODOC
Halverwege de jaren ’80 werd 101 MID Cie gereorganiseerd, en werden Vertalers; Ondervragers en Slagordeploeg opgenomen in LKODOC (LegerKorps Ondervraag- en DocumentenOnderzoekCentrum). Deze organisatie was overgenomen van de AICDU (Allied Interrogation and Captured Documents Unit) van de Northern Army Group (Noordelijke Legergroep, NORTHAG) van de NAVO. In het LKODOC werden alle specialisaties opgenomen, die voor het verkrijgen van inlichtingen door middel van ondervragingen nodig waren, zoals een Geluidstechnische ploeg, een Slagordeploeg, een Vertaalploeg, een Inlichtingen Rapportageploeg en Ondervraagploegen (alle in drievoud). LKODOC werd geleid door drie hoofdondervragers (kap/ritm), die ondergebracht waren in het coördinatiecentrum.

#### TERDOC
In 1994 werd het TERDOC (terreindocumentatiecentrum) van de Stafstafcompagnie van 101 GenieGroep opgenomen in 101 MID Cie. TERDOC had de beschikking over een tekenkamer, een reproductie afdeling en een donkere kamer t.b.v. foto-ontwikkeling en -vermenigvuldiging. Toen 101 MlD-Cie eind 1995 reorganiseerde tot 101 MI Pel, werden de tekenafdeling en foto-ontwikkeling en -vermenigvuldiging afdeling ondergebracht bij 2e Militaire Inlichtingengroep (terreinanalisten). De reproductieafdeling werd ondergebracht bij het Doccen van de nieuw te vormen 4e Militaire Inlichtingengroep, waarin ook TERDOC werd ondergebracht. In juli 1998 werd de 4e Militaire Inlichtingengroep opgeheven en werd de genie-verkenningsgroep ondergebracht bij de 2e Militaire Inlichtingengroep (terreinanalisten).

## 101 MI Pel
101 MI peloton (101 MI Pel) ontstond op 17 november 1995 na reorganisatie van 101 MID Cie tot 101 MI Pel. 101 MI Pel beschikte in vredestijd over ±45 manschappen.
Op 1 januari 2004 werd 101 MI Pel onderdeel van het stafeskadron van 103 ISTAR-bataljon (RHB), en werd het gelegerd op de LKol Tonnetkazerne in ’t Harde.

### Taken 101 MI Pel
101 MI Pel had als taak het leveren van specialistische inlichtingensteun aan staf en eenheden van 1 (NL) Divisie '7 December', de (NL) eenheden van 1(GE/NL) Corps en - na opdracht - ook aan overige bevelsniveaus's en eenheden van KLu en KM.
101 MI Pel werd aangestuurd door de Hoofd Sectie G2 (Inlichtingen) van 1 (NL) Divisie '7 December'.
De inlichtingensteun van 101 MI Pel diende te worden geleverd in het kader van zowel de voorbereiding van oorlogsoperaties (Algemene Verdedigingstaak) alsmede crisisbeheersingsoperaties en kon worden samengevat in:
- ondervraagsteun;
- het vervaardigen van klimaat- en terreinstudies;
- vertaal- en inlichtingensteun, waaronder genietechnische inlichtingen;
- het verzamelen en verwerken van informatie en inlichtingen;

#### Algemene verdedigingstaak 101 MI Pel
De steun die 101 MI Pel diende te realiseren bestond uit :
- het inrichten van een Divisie Ondervraag en Documentenonderzoekcentrum (DIVO-DOC);
- het leveren van krijgsgevangenenondervraagploegen voor dit centrum. Ook kunnen er, indien opgedragen, mobiele krijgsgevangenenondervraagploegen (tijdelijk) worden ondergebracht bij NL eenheden van 1(GE/NL) Corps;
- het leveren van mobiele terreinanalyseploegen voor inzet bij staf 1 (NL) Divisie '7 December', de NL Brigadestaven van 1(GE/NL) Corps en in opdracht ook bij de overige staven en eenheden;
- het leveren van een (terrein)documentatie- en reproductiegroep.

#### Crisisbeheersingsoperaties 101 MI Pel
In het kader van het uitvoeren van crisisbeheersingsoperaties diende 101 MI Pel (op basis van continuïteit) een uitgezonden Nederlandse dan wel andere NAVO-eenheid of staf te kunnen versterken met specialistisch inlichtingenpersoneel. Verder diende het peloton specialistische inlichtingencapaciteit beschikbaar te stellen voor spoedeisende opdrachten.

#### Vredesbedrijfsvoering 101 MI Pel
In het kader van de vredesbedrijfsvoering werden de volgende taken aan 101 MI Pel opgedragen:
- het Single Service Management voor alle krijgsmachtdelen m.b.t. de voorbereiding op het gebied van gijzeling en krijgsgevangenenondervraging;
- het uitvoeren van klimaat- en terreinstudies t.b.v. uitzendingen en oefeningen van KL-eenheden en staven;
- het verzamelen en actualiseren van informatie over mogelijke inzetgebieden/-landen en het verspreiden daarvan;
- het bijdragen aan de voorbereiding van de voortgezette opleiding alsmede het op peil houden van kennis en vaardigheden van het bij de eenheid ingedeelde (inlichtingen) personeel.

### Onderdelen 101 MI Pel

#### 1e Militaire Inlichtingengroep (ondervragers)
Deze groep was gespecialiseerd op de gebieden krijgsgevangenondervraging en gijzeling. De groep bestond uit acht tot ondervraging opgeleide officieren die tevens een of meerdere vreemde talen beheersten. Verder waren hier twee soldaten-schrijvers, tevens chauffeur MB, een chauffeur 4-tonner en een korporaal onderhoud aggregaten aan toegevoegd. De groep werd gecompleteerd met een sergeant-majoor die deskundig was op het gebied van 'technische inlichtingen', zoals wapensystemenen voertuigen. Hierdoor was het mogelijk na bestudering van buitgemaakte documenten, wapens en materieel, de slagorde van een vijandelijke eenheid vast te stellen. In vredestijd hielden de ondervragers zich bezig met het krijgsmachtbreed trainen van personeel in 'weerstand bieden tegen krijgsgevangenenondervraging' en 'omgaan met gijzeling'. Hiertoe werden lezingen gegeven en oefeningen georganiseerd. Tijdens de oefeningen werkten de ondervragers nauw samen met buitenlandse partners. In oorlogstijd zou het personeel van 1 Mlgp in teams van twee personen als mobiele ondervraagploegen worden ingezet.

#### 2e Militaire Inlichtingengroep (terreinanalisten)
Deze groep vergaarde inlichtingen over weer, klimaat en terrein. Deze werden in de vorm van klimaat- en terreinstudies ter beschikking gesteld aan de 3 krijgsmachtdelen. Deze studies hadden eerst nog de naam BVT (Beoordeling Van Toestand) maar werden al snel omgedoopt tot KTS. (Klimaat en Terrein Studies). In 1999 werden dit TWTS’en, Tactische Weer en Terrein Studies. Deze TWTS’en werden gemaakt door verschillende bronnen te gebruiken zoals kaarten, satellietbeelden, lokale foto's, literatuur, (inter)nationale netwerken en verkenningen ter plaatse. Bestonden er geen kaarten dan werden er nieuwe kaarten getekend en gedrukt op basis van de meest actuele luchtfoto's en verkenningsfoto's. Er werd deelgenomen aan oefeningen maar ook werd men uitgezonden naar oorlogsgebieden zoals Bosnië en Kosovo ter voorbereiding op mogelijke logistieke problemen en gebruik van militair materieel. 2 MIgp bestond uit vier ploegen die zelfstandig opereerden. Elke ploeg bestond uit twee officier-terreinanalisten (rang van tweede luitenant), een fotograaf/chauffeur en een tekenaar/chauffeur. Hoofd van de 2 MI groep was een eerste luitenant, in 1999 werd deze functie omgezet naar een kapiteins-rang. De groep werd ondersteund door genie-inlichtingenpersoneel dat aanvullende geniegegevens verstrekte. Verkenningen werden vaak gedaan in combinatie met het genie-inlichtingen personeel.

#### 3e Militaire Inlichtingengroep (gevechtsinlichtingen)
Deze groep bestond uit acht officieren en onderofficieren met een inlichtingenachtergrond. Hun taak bestond uit het verzamelen van gevechtsinlichtingen. Deze inlichtingen werden uit verschillende bronnen verzameld. Met deze gegevens was men in staat de commandanten van uit te zenden eenheden optimaal op hun missie voor te bereiden. Er was daartoe een Geautomatiseerd Militair Inlichtingen Systeem (GEMIS) gecreëerd, een databank waarmee de verzamelde informatie snel kon worden geordend en geleverd. O.a. landen, gebeurtenissen, organisaties, groeperingen, namen, politieke partijen, leiders en doelstellingen waren verwerkt. Verder ondersteunde 3 MIgp de voor een Vredesmissie aangewezen commandanten en hun eenheden m.b.v. lezingen en briefings

#### 4e Militaire Inlichtingengroep
(Repro; DOCCen; Genie-inlichtingen; Technische Inlichtingen)
Deze groep zorgde voor het vermenigvuldigen en verspreiden van samengestelde documenten en het leveren van personeel en (materiële) informatiesteun t.b.v. de overige groepen, waaronder de optionele ploegen. Verder werden (genie)technische inlichtingen verzameld en verspreid. Een belangrijk onderdeel was het geven van lessen in vreemde wapens en uniformen. Dit was van belang voor uitzendingen in het kader van vredesmissies. Voorts werd informatie verspreid over vreemd materieel d.m.v. posters, dia's, en uitreikstukken. Ten slotte werd informatie verzameld door het m.b.v. videorecorders monitoren en opslaan van televisie-uitzendingen.
In juli 1998 werd 4 Mlgp opgeheven. De taken en het personeel van deze groep werden over de andere groepen herverdeeld.

## Opheffing
Op 19 oktober 2011 werd het Joint ISTAR Commando (RHB) opgericht, een fusie van 103 ISTAR-bataljon van de Landmacht, het Tactical Air Reconnaissance Center (TARC) van de Luchtmacht en vergelijkbare eenheden van Marine en Marechaussee. Met deze fusie werd 101 MID Pel opgeheven.
De taken en onderdelen van 101 MI Pel werden ondergebracht in 105 Field Humint-eskadron (105 FHE) en 106 Inlichtingeneskadron (106 IE), voorheen de “All Source Intelligence Cell (ASIC)” van Joint ISTAR Commando. Met Ingang van 20 november 2020 is het Joint ISTAR Commando de moedereenheid van het Korps Inlichtingen en Veiligheid 'Prinses Alexia' waar de tradities van 101 MID-Cie (en 101 MI Pel) zijn ondergebracht.